# Sint-Helenakerk (Aalten)
De Sint-Helenakerk, ook Nieuwe Helenakerk of Sint-Helena, is een rooms-katholieke kerk in de Nederlandse plaats Aalten. 
De rooms-katholieken kerkten tot de reformatie in de Oude Helenakerk in Aalten, maar deze kerk werd na de reformatie overgenomen door gelovigen van het protestantisme. De bisschop van Münster Bernhard von Galen, waar Aalten onder viel, liet hierop net buiten de republiek enkele kapellen bouwen, waaronder de Kreuzkapelle. Rooms-katholieken kerkten hier tot 1800. In de Franse tijd werd het weer mogelijk om een eigen kerk te bouwen in Aalten. In 1859 werd een eerste kerk gebouwd die aan het einde van de eeuw door brand werd verwoest. Deze kerk werd gevolgd door een kerk ontworpen door Alfred Tepe in 1895. Aan het einde van de Tweede Wereldoorlog sloegen twee bommen in nabij de kerk, waardoor de kerk op de toren na werd verwoest. Na de oorlog, in de jaren 1950-1952, werd begonnen met de bouw van een nieuwe kerk naar ontwerp van Jan van Dongen, waarbij de toren werd ingepast. 
De katholieke Sint-Helenakerk staat ten zuiden van het centrum van Aalten langs de loop van de Boven-Slinge. De kerktoren bestaat uit vier geledingen, met in de onderste geleding de entree. Daarboven is in een groot spitsboogvenster met een polifora aangebracht. In de bovenste geleding is het uurwerk bevestigd en wordt de voorgevel met spitsboogfriezen bekroond. Boven op de toren is een naaldspits aangebracht. Rechts naast de kerktoren is een kleinere traptoren aangebracht. Het schip is opgezet als een pseudobasiliek met in de zijgevels rondboogvensters met glas in loodramen.
De kerk is aangewezen als gemeentelijk monument. De kerk is op 12 juni 2022 aan de eredienst onttrokken. Kerk en pastorie zijn verkocht.  